# Свифт (лунный кратер)
Кратер Свифт (лат. Swift), не путать с кратером Свифт на Деймосе, — небольшой ударный кратер в северо-западной части Моря Кризисов на видимой стороне Луны. Название присвоено в честь американского астронома Льюиса Свифта (1820—1913) и утверждено Международным астрономическим союзом в 1935 г. 

## Описание кратера
Ближайшими соседями кратера являются кратер Фредгольм на западе-юго-западе; кратер Тиссеран на западе-северо-западе; кратер Клеомед на севере; кратер Эккерт на востоке-юго-востоке и кратер Пирс на юге. На западе и севере от кратера Свифт расположена гряда Оппеля. Селенографические координаты центра кратера 19°21′ с. ш. 53°26′ в. д. / 19,35° с. ш. 53,44° в. д., диаметр 10,1 км, глубина 2040 м.
Кратер Свифт имеет циркулярную чашеобразную форму с небольшим участком плоского дна. Вал четко очерчен, внутренний склон гладкий, с высоким альбедо. Высота вала над окружающей местностью достигает 370 м, объем кратера составляет приблизительно 40 км³. По морфологическим признакам кратер относится к типу BIO (по названию типичного представителя этого класса — кратера Био).
До получения собственного наименования в 1976 г. кратер имел обозначение Пирс B (в системе обозначений так называемых сателлитных кратеров, расположенных в окрестностях кратера, имеющего собственное наименование).

## Сателлитные кратеры
Отсутствуют.

## См.также
- Список кратеров на Луне
- Лунный кратер
- Морфологический каталог кратеров Луны
- Планетная номенклатура
- Селенография
- Минералогия Луны
- Геология Луны
- Поздняя тяжёлая бомбардировка